# Benedetto Feroggio
Benedetto Feroggio (Camburzano, 23 marzo 1718 – Torino, 12 febbraio 1763) è stato un architetto italiano.
Figlio di Pietro Agostino e di Vittoria Lampo e fratello maggiore di Giovanni Battista Feroggio. Iniziò a lavorare presso l'Azienda delle fortificazioni e fabbriche a Torino sotto la guida dell'estimatore generale Antonio Maria Lampo, anch'egli di Camburzano e imparentato con la madre. Nel 1746 divenne "misuratore", nel 1751 passò gli esami di approvazione presso la facoltà di scienze matematiche fisiche e naturali della Regia Università di Torino presentando un progetto di "Casa signorile" e acquisendo il titolo di architetto.
Collaborò strettamente con Benedetto Alfieri, primo architetto del re per una serie di interventi su palazzi pubblici e per la realizzazione degli allestimento di palchi, addobbi e illuminazioni, su progetto dell'Alfieri, in occasione delle nozze di Vittorio Amedeo III di Savoia e Maria Antonia di Borbone-Spagna nel 1750.
Collaborò anche con Antonio Bertola, ingegnere del principe di Carignano. Nel 1753 firmò il collaudo del teatro Carignano che era stato progettato dall'Alfieri. Allo stesso anno risalgono alcuni rilievi riguardanti la chiesa dello Spirito Santo di Torino poi ristrutturata tra il 1763 e il 1765 dal fratello e il progetto della chiesa di San Germano a San Germano Vercellese, al progetto del Feroggio venne preferito poi quello di Michele Richiardi.
Dal 1752 ricoprì la carica (dal 1755 in via ufficiale) di custode del Regio Magazzino dei marmi, alla sua morte passò al fratello e in seguito al nipote Francesco Benedetto. Dal 1756 al 1759 fece numerosi interventi su opere idrauliche e ristrutturazioni di edifici pubblici soprattutto nell'area di Carignano ma anche in altri luoghi nei dintorni di Torino.
Durante un soggiorno a Vercelli effettuò numerosi rilievi, sempre sotto la guida dell'Alfieri, per alcune opere nel duomo in particolare l'altare e la cappella del beato Amedeo. Suoi sono il progetto per il Monte di Pietà, e per l'altare della chiesa di Santa Maria Maggiore e un progetto per la chiesa di San Michele. Alcuni di questi progetti sono erroneamente attribuiti al fratello.
Nella primavera del 1757 preparò il progetto della "nova maniglia di Fabbrica in agionta ai Magazzini del Tabacco" in Torino, la nuova ala della Manifattura tabacchi venne poi completata dal fratello.
Tra il 1760 e il 1763 ricoprì la carica di architetto patrimoniale dell'ordine mauriziano, alla sua morte subentrò nell'incarico il fratello Giovanni Battista. Morì il 12 febbraio 1763 nella sua abitazione, lasciando la moglie Barbara Chiarlotta, nata Scarzel, e le figlie Luisa, Felicita, Genovieffa e Chiarlotta sotto la tutela del fratello.